# Clay County (Tennessee)
Clay County je okres amerického státu Tennessee založený v roce 1870. Správním střediskem je město Celina. Pojmenovaný je podle amerického politika Henryho Claye (1777–1852). Leží u hranic se státem Kentucky.

## Sousední okresy
| Růžice kompasu |                | Monroe County (KY)      | Cumberland County (KY) | Růžice kompasu |
| Růžice kompasu | Macon County   | Sever                   | Pickett County         | Růžice kompasu |
| Růžice kompasu | Macon County   | Clay County (Tennessee) | Pickett County         | Růžice kompasu |
| Růžice kompasu | Macon County   | Jih                     | Pickett County         | Růžice kompasu |
| Růžice kompasu | Jackson County |                         | Overton County         | Růžice kompasu |